# Rankweil
Rankweil is een gemeente in de Oostenrijkse deelstaat Vorarlberg, gelegen in het district Feldkirch (FK). De gemeente heeft ongeveer 11.500 inwoners.
De Basiliek van Rankweil is een gekend bedevaartsoord. De kerk is ook afgebeeld op het wapen van de gemeente.

## Geografie
Rankweil heeft een oppervlakte van 21,86 km². Het ligt in het westen van het land.
Altach · Düns · Dünserberg · Feldkirch · Frastanz · Fraxern · Göfis · Götzis · Klaus · Koblach · Laterns · Mäder · Meiningen · Rankweil · Röns · Röthis · Satteins · Schlins · Schnifis · Sulz · Übersaxen · Viktorsberg · Weiler · Zwischenwasser
- Gemeinsame Normdatei: 4291150-3
- Historisch woordenboek van Zwitserland: 007339
- Library of Congress Control Number: n98062373
- MusicBrainz: 9df6caca-8c0a-4d6f-9723-b246baa8e18b
- Nationale Bibliotheek van Tsjechië: ge627126
- Nationale Bibliotheek van Israël: 987007535828505171
- Virtual International Authority File: 144428888
- WorldCat: E39PBJvMtGXdGVctCVwX7yd4v3